# 271e régiment d'infanterie
Le 271e régiment d'infanterie (271e RI) est un régiment d'infanterie de l'Armée de terre française constitué en 1914 avec les bataillons de réserve du 71e régiment d'infanterie.
À la mobilisation, chaque régiment d'active crée un régiment de réserve dont le numéro est le sien plus 200.

## Création et différentes dénominations
- août 1914 : 271e régiment d'infanterie
- juin 1916 : dissolution. Les soldats rejoignent les 247e RI et le 248e RI pour former leur 3e bataillon.
- septembre 1939 : reconstitué au Mans.

## Chefs de corps
- Le 10 mai 1940, le 271e RI est commandé par le colonel Périer.

## Historique des garnisons, combats et batailles

### Première Guerre mondiale

#### Affectation
- Casernement en 1914 : Saint-Brieuc à la 119e brigade d'infanterie 60e Division d'Infanterie, 11e région, 10e groupe de réserve, à la 60e DI d'août 1914 à juin 1916.

#### 1914
Belgique (début d'août) bois de Cornimont puis de Hamogne, Sapogne, Saint Aignan, Rochelot, Tourteron, Donchery, Château de la Croix-Piot, première bataille de la Marne (6 au 13 septembre 1914), Fère-Champenoise, Mailly-le-Camp, Sommesous puis Saint-Hilaire, ferme des Wacques, puis moulin de Souain (octobre à décembre 1914).

#### 1915
Champagne (janvier à février 1915), bois Sabot puis attaque du bois Sabot (fin février pertes 500 hommes), secteur des entonnoirs (jusqu'en septembre), Marne (septembre à décembre), ferme de Moscou des marquises, Aubérive (jusqu'à la fin de l'année).

#### 1916
Champagne : Baconnes (en février), Vaudesincourt, chemin de Baconnes (jusqu'en mai).
Dissolution du régiment en juin 1916 ; les soldats rejoignent les 247e RI et le 248e RI pour former leur 3e bataillon.

### Seconde Guerre mondiale
Il est reconstitué au Mans en septembre 1939.
- La 60e division d'infanterie de série B, composée d'un grand nombre de réservistes est mise sur pied au cours de la première quinzaine de septembre 1939 dans la IV région militaire. Elle a 3 régiments d'infanterie le 241e RI de Rennes, le 270e RI de Vitré et le 271e RI du Mans et un seul régiment d'artillerie le 50e RA de Fougères. Elle est commandée par le général de brigade De Montavilet, puis, à partir du 1er janvier 1940, par le général de brigade Deslaurens. le 16 octobre 1939, elle est rattachée au 16e corps et établit son PC à Esquelbecq. Elle occupe alors un secteur de front, face à la frontière belge, entre les Moëres et Dunkerque.
- Début de la guerre, la traversée de la Belgique. À la date du 10 mai 1940 le 271e RI est commandé par le colonel Périer, le régiment et sa division sont loin d'être prêts. Déficitaires en cadres et personnels ainsi qu'en armes individuelles (mousquetons et revolvers). Son armement antichar n'est pas au complet, ses mortiers de 81 mm sont périmés et dépourvus d'appareil de pointage, son matériel auto est déficitaire et en mauvais état. Le 271e RI doit traverser la Belgique le plus rapidement possible afin d'aller contrer les Allemands qui avancent vers les îles hollandaises conformément au plan Dyle du Général Gamelin.
- Les violents combats de la bataille de Zélande. Le 16 mai le régiment Manceau est arrivé à destination et il s'installe dans les îles. Le 17 mai, il est violemment attaqué à Kapelle, le général Deslaurens sera tué au combat avec 70 de ses hommes. Beaucoup de soldats du 271 RI seront faits prisonniers ce jour, les autres rescapés rejoindront la côte et le reste de la division mais le régiment cessera pratiquement d'exister ce jour. Dans la soirée la 7e armée a entièrement évacué le territoire belge. Seules les 60e et 68e divisions d'infanterie, regroupées dans la région de Thourout et formant le 16ecorps d'armée du général Falgade restent sur place pour soutenir l'armée belge. Après le départ de la 68e DI pour Dunkerque et la capitulation de l'armée belge, la 60e division combat sur l'Yser avec quelques rescapés du 271e RI afin de ralentir les Allemands. Le reste de la 60e DI participe ensuite à l'évacuation des troupes anglaises (opération Dynamo) et au siège de Dunkerque jusqu'au 4 juin 1940 dans des conditions extrêmement difficiles.

### Depuis 1945 à nos jours
De nombreux hommes du 271e régiment d'infanterie, tombés les 16 et 17 mai 1940 durant les combats en Zélande pendant la bataille des Pays-Bas, reposent au cimetière français de Kapelle. Chaque année des commémorations y ont lieu en l'hommage aux soldats qui y sont enterrés. Un musée en hommage aux soldats français a ouvert à Kapelle en 2020.

## Drapeau
Il porte, cousues en lettres d'or dans ses plis, les inscriptions suivantes :
- LA MARNE 1914

Décorations décernées au régiment: aucune citation au régiment.

## Insigne
L'insigne représente un sanglier ruant sur l'ennemi. Les deux cercles vert et rouge représentent les couleurs de Sedan.

## Devise
Je boute et m'arcboute

### Sources et bibliographie
- Recherche :par le commandant Pocard Michel ancien du 117e RI, président de l'amicale du même régiment au (Mans). (Revue de l'organe de l'amicale des 115e, 315e, 117e, 317e, 271e RI fondée en 1915, dans les tranchées par le sergent R.Clain, du 115e, au secteur des marquis).
- 1940: Archives de la défense (Vincennes)- Journaux de Marche du 241e RI et de la 60e Division.
- Extraits sur le 271e RI aux archives de Vitré dans les mémoires du "270e RI en mai-juin 1940" (salle de lecture).